# Derek Harper

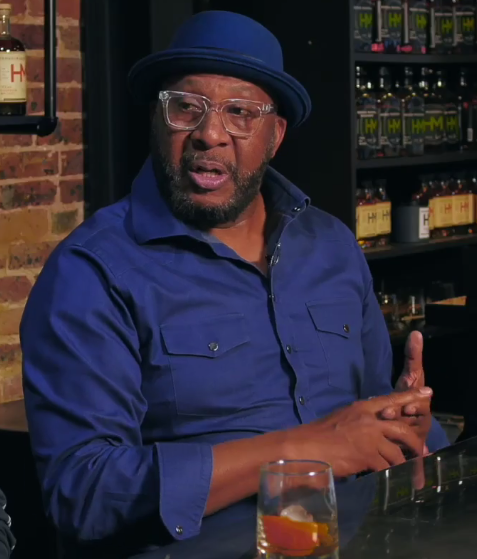
Derek Harper

Derek Ricardo Harper (13 de Outubro de 1961, Elberton, Elbert, Georgia) é um jogador aposentado da Universidade de Illinois, que já fez 16.006 pontos em Dallas Mavericks, New York Knicks, Orlando Magic e Los Angeles Lakers. Ele é conhecido por ter levado o Dallas Mavericks à derrota em 1984 contra os Los Angeles Lakers (na época que não era integrante dos Lakers).

## Mavericks x Lakers
Na final do campeonato da NBA de 1984, faltando seis segundos para o fim do jogo, Derek recebeu a bola, a quicou calmamente enquanto imploravam por um passe. O jogo terminou 108x108 e os Mavericks perderam na prorrogação de 114x121.